# Vulsor quintus
Vulsor quintus là một loài nhện trong họ Ctenidae.
Loài này thuộc chi Vulsor. Vulsor quintus được Embrik Strand miêu tả năm 1907.